# Disneyland
 For alternative betydninger, se Disneyland (flertydig). (Se også artikler, som begynder med Disneyland)
33°48′44″N 117°55′8″V / 33.81222°N 117.91889°V
Disneyland er en forlystelsespark i Anaheim, Californien, som åbnede i 1955. Parken er den eneste, som er designet og bygget under supervision af Walt Disney. Parken består af flere temalande, såsom Adventureland, Fantasyland, Mickeys Toontown og Star Wars: Galaxy's Edge og parken er en del af Disneyland Resort.
Walt Disney fandt på konceptet til Disneyland efter at have besøgt adskillige forlystelsesparker med sine døtre i 1930'erne og 1940'erne. Han havde oprindeligt ønsket at bygge en turistattraktion som lå i forbindelse med sit animationsstudie i Burbank for at underholde fans, som ville besøge studiet, men området viste sig at være for småt. Efter at have hyret Stanford Research Institute til at udføre en tilstandsrapport for at finde en passende lokation, købte Disney i 1953 et 65 hektar stort område nær Anaheim. Parken blev designet af et hold håndplukket af Walt Disney ud fra både interne og udefrakommende talenter. De grundlagde WED Enterprises, som siden blev til nutidens Walt Disney Imagineering. Konstruktionen begyndte i 1954 og parken blev indviet ved en speciel tv-presse-begivenhed på ABC Television Network den 17. juli 1955.
Siden parkens åbning, har Disneyland undergået flere udvidelser og renovationer, såsom udvidelserne af New Orleans Square i 1966, Bear Country i 1972, Mickey's Toontown i 1993, og Star Wars: Galaxy's Edge i 2019. I 2001 åbnede desuden temaparken Disney California Adventure Park, som er placeret på det område, som tidligere fungerede som Disneylands oprindelige parkeringsplads.
Disneyland har et større antal besøgende i alt end nogen anden forlystelsespark i verdenen med 726 mio. gæster siden den åbnede (pr. december 2018). I 2018 havde parken ca. 18,6 mio. besøg, hvilket placerede den som den anden mest besøgte forlystelsespark i verdenen det år, kun overgået af Magic Kingdom, en søsterpark. I følge en Disney-rapport fra 2005 er der 65.700 besatte jobs i Disneyland Resort, inklusiv 20.000 fastansatte og 3800 tredjepartsansatte (selvstændige og deres ansatte). Disney annoncerede "Projekt Stardust" i 2019, som indebærer større strukturelle renovationer i parken for at imødekomme større besøgstal.
USAs Federal Aviation Administration har erklæret luftrummet omkring Disneyland og nogle områder omkring Sleeping Beauty Castle for lukket, således at ingen fly og private eller kommercielle droner må flyve i luftrummet. Denne status deles kun med Walt Disney World, andre instanser indenfor kritisk infrastruktur (militære baser etc.) i USA og USA's præsident, når denne rejser udenfor Washington D.C.

## Historie
"To all who come to this happy place – welcome. Disneyland is your land. Here age relives fond memories of the past and here youth may savor the challenge and promise of the future. Disneyland is dedicated to the ideals, dreams and the hard facts that have created America… with the hope that it will be a source of joy and inspiration to all the world." Walter E. Disney, July 17. 1955.
Walt Disney og hans bror Roy var chefer for et af Hollywoods mere succesfulde studier, grundlagt i 1923, længe før tanken om en park opstod. Walts oprindelige koncept var en vedblivende familiepark, der ikke skabte det kaos et rejsende tivoli gjorde. Han kom på ideen under en tur med sine døtre Diane og Sharon, da han opdagede, at der faktisk ikke fandtes en park, som børn og forældre kunne nyde sammen.
Mange mennesker havde skrevet til Walt Disney, fordi de var interesserede i at besøge filmstudiet, men Walt mente, at et filmstudie ikke havde så meget at tilbyde en Disneyfan, så han puslede med idéen om at bygge et lille sted, hvor folk kunne komme og få taget billeder med deres favoritfigurer som statuer. Så blev idéen til en lille park med bl.a. en sejltur. Konceptet voksede og voksede, indtil Disneyland var født.
Disneyland er inspireret af flere steder, bl.a. Tivoli i København, Greenfield Village i Dearborn, Michigan og Children's Fairyland i Oakland, Californien. De første spadestik blev taget d. 18 juli 1954 og ville koster 17 millioner dollars at lave. Parken åbnede officielt for offentligheden d. 18. juli 1955.

## Områderne i parken
Parken har følgende områder: Main Street, U.S.A., Fantasyland, Tomorrowland , Frontierland, Adventureland, New Orleans Square, Critter Country og Mickey's Toontown.
Udover forlystelserne er der forskellige parader gennem parken i løbet af dagen. Der er en masse Disneyfigurer i alle landene, der gerne stille op til billeder, og aftenerne sluttes af med festfyrværkeri. Der er forskellig musik og showunderholdning i løbet af dagen, og i Fantasyland hjælper Merlin børn med at trække sværdet op af stenen.
Temalandene og andre offentlige områder fylder i alt 344.000 kvadratmeter. Landene spreder sig ud fra the Central Plaza for enden af Main Street lidt ligesom et gammeldags træhjul, og i midten af parken står Tornerose slottet.

### Main Street, U.S.A.
Main Street er baseret på stereotypen af en hovedgade i 1920’erne. Her findes de fleste indkøbsmuligheder af diverse Disney souvenirs og en masse tøj.

### Adventureland
Dette land er designet til at være et eksotisk, tropisk sted fra en fjern del af verden. Her findes bl.a. et Indiana Jones eventyr, en junglesejltur og Tarzans træhus.

### Frontierland
Dette er genskabelsen af amerikanernes pionerdage. Her findes Mark Twain flodbåden og Big Thunder Mountain – en stor rutsjebane.

### Fantasyland
Fantasyworld er et område i parken, der er rettet mod et lidt yngre publikum og har fantasien som tema.
Fantasyland var oprindeligt bygget i europæisk middelalderstil, men er efter en ombygning i 1983 ændret til en typisk ældre bayersk landsby. Forlystelserne omfatter bl.a. karrusellen King Arthur Carrousel og Peter Pans flyvetur (Peter Pan's Flight) gennem London. Torneroses slot genfortæller historien om Tornerose.

### Tomorrowland
Dette er fremtidslandet. Her en en masse ting baseret på nye tekniske ting, og hvordan de kunne se ud i fremtiden. Her er desuden Star Tours og Space Mountain.

### New Orleans Square
Her står det hjemsøgte hus og den berømte forlystelse Pirates of the Caribbean.

### Critter Country
Critter Country er en senere tilføjelse til parken og her finder man det berømte Splash Mountain.

### Mickey's Toontown
Denne del af Disneyland er lavet som Toon Town i filmen Who Framed Roger Rabbit. Mickey's Toontown ligner en Max Fleischer kort tegnefilm fra 1930’erne. Det er her Disney figurerne “bor.”

## Transportmuligheder i Disneyland
Hele vejen rundt om Disneyland kører et gammelt damptog, der har stationer i de fleste af parkens lande, så man ikke behøver gå hele vejen igennem parken.
Ovenover parken kører monrail’en. Der er tre forskellige ruter at tage.
På Main Street kører der bl.a. en dobbeltdækkerbus, en hestetrukket vogn, en gammeldags brandbil og gammeldags åbne biler, der giver ture op og ned af Main Street.

## Eksterne links
| Portal | Portal:Disney |

- Wikimedia Commons har flere filer relateret til Disneyland